# Трансформерси: Тамна страна Месеца
Трансформерси: Тамна страна Месеца (енгл. Transformers: Dark of the Moon) је амерички научнофантастични филм из 2011. године, режисера Мајкла Беја. Трећи је филм у серијалу Трансформерси и наставак је филма Трансформерси: Освета пораженог из 2009. године. Такође је и први филм у овом серијалу чију ко-продукцију није радио Дримворкс, остављајући студио Парамаунт пикчерс као јединог дистрибутера. У главним улогама су Шаја Лабаф, Џош Думел, Џон Туртуро, Тајрис Гибсон, Роузи Хантингтон-Вајтли, Патрик Демпси, Кевин Дан, Џули Вајт, Џон Малкович и Франсес Макдорманд. Смештена три године након претходног филма, радња прати последње ратне дане Аутобота и Десептикона док се боре за поседовање моћне технологије из свог матичног света, која се срушила на Земљином Месецу како би обновили свој дом.
Сценарио је написао Ерен Кругер. Филм је сниман са стандардним 35 мм камерма, као и са специјално развијеним 3Д камерама на локацијама које укључују: Чикаго, Флориду, Индијану, Милвоки, Москву и Вашингтон. Филм је рендерован посебно за 3Д формат, док су визуелни ефекти укључивали још комплексније роботе, због чега је било потребно више времена за рендеровање. У мају 2011. је најављено да је Парамаунт померио датум изласка филма са 1. јула на 29. јун, у циљу праћења раних филмских рецензија.
Ексклузивне ране премијере филма у одабраним 3Д и ИМАКС биоскопима су се одржале 28. јуна 2011, једну ноћ пре званичног изласка филма. Филм је добио помешане критике од стране критичара, који су похвалили специјалне ефекте, акционе сцене, музику, 3Д ефекте, као и глуму Питера Калена и Ленарда Нимоја, али су критиковали дужину трајања филма, причу, глуму и сценарио. Филм је широм света зарадио преко 1,1 милијарди долара, што га је учинило другим филмом по заради из 2011. године, најуспешнијим филмом из серијала Трансформерси и десетим филмом уопште који је зарадио преко милијарду долара. Као и први филм, био је номинован за награду Оскар у категоријама: најбоља монтажа звука, најбољи микс звука и најбољи визуелни ефекти. Прати га наставак Трансформерси: Доба изумирања из 2014. године.

## Радња
Астронаути Апола 11 откривају олупину Сентинел Прајма на површини Месеца и доносе је на планету Земљу. Али, Сентинел Прајм није био једини ванземаљски објекат на Месецу, а када зли, нови непријатељ открије своје лице, Сем Витвики и Аутоботи морају да се боре против мрачних сила да би одбранили наш свет од свеопштег зла Десептикона.

## Улоге
| Глумац                  | Улога               |
| ----------------------- | ------------------- |
| Шаја Лабаф              | Сем Витвики         |
| Роузи Хантингтон-Вајтли | Карли Спенсер       |
| Џош Думел               | Вилијам Ленокс      |
| Тајрис Гибсон           | наредник Роберт Епс |
| Џон Туртуро             | Симор Симонс        |
| Патрик Демпси           | Дилан Гулд          |
| Кевин Дан               | Рон Витвики         |
| Џули Вајт               | Џуди Витвики        |
| Џон Малкович            | Брус Бразос         |
| Франсес Макдорманд      | Шарлот Миринг       |
| Кен Џонг                | Џери „Дубоки” Ванг  |
| Питер Кален             | Оптимус Прајм       |
| Џес Харнел              | Ајронхајд           |
| Роберт Фоксворт         | Речет               |
| Хјуго Вивинг            | Мегатрон            |
| Ленард Нимој            | Сентинел Прајм      |
| Чарли Адлер             | Старскрим           |

## Пријем
Филм је добио мешане критике од критичара. Сајт Rotten Tomatoes му је дао рејтинг 35% и просечну оцену 4,9/10. Без обзира на то филм је имао велики комерцијални успех, са буџетом од 195 милиона $ зарадио је 1,124 милијарди долара.